# Leonor Celi

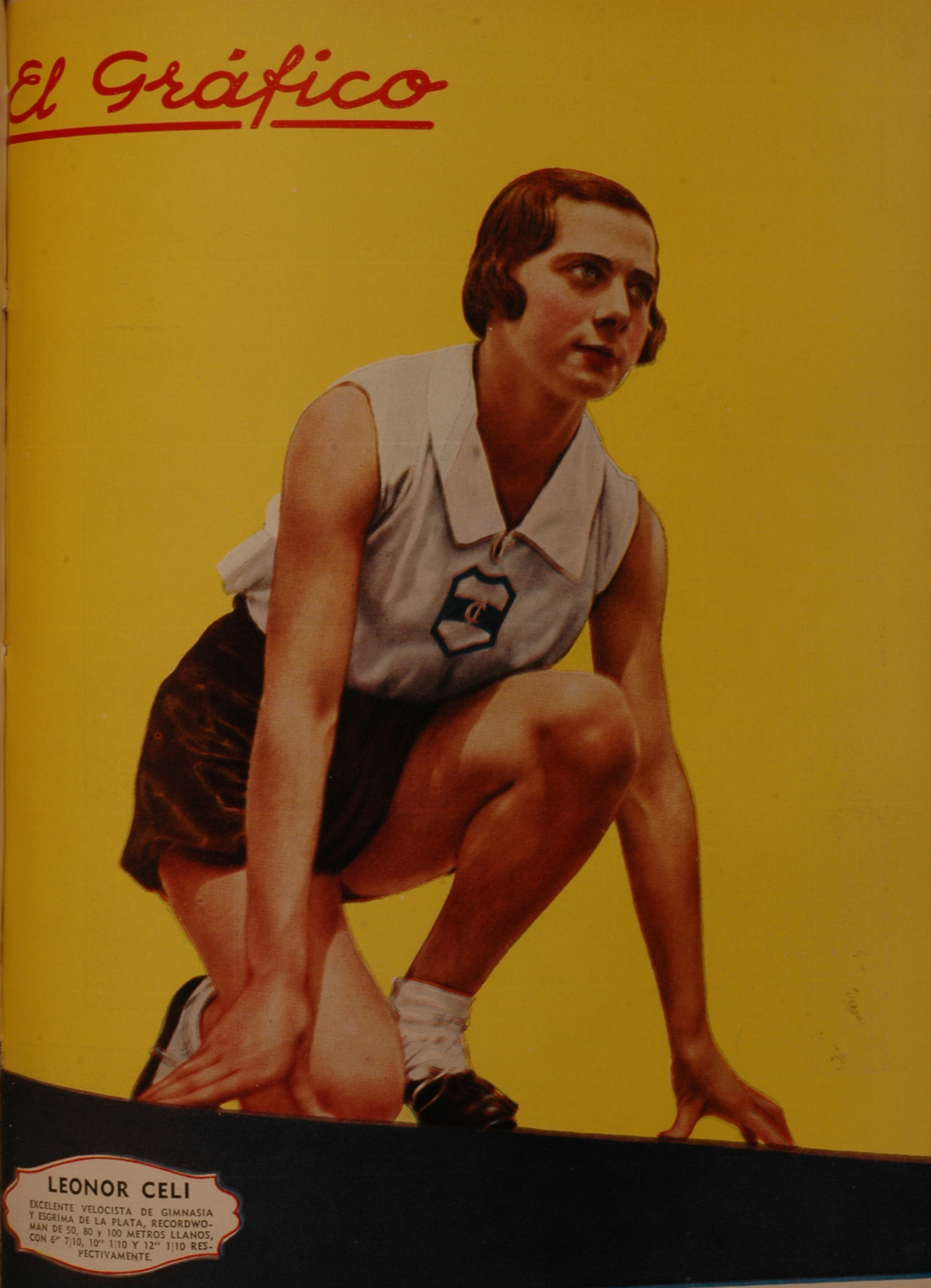
Leonor Celi en la tapa de la revista El Gráfico del 27 de marzo de 1937. Puede leerse: Excelente velocista de Gimnasia y Esgrima de La Plata, recordwoman de 50, 80 y 100 metros llanos, con 6 segundos 7/10, 10 segundos 1/10 y 12 segundos 1/10 respectivamente.

Leonor Aída Celi, apodada La Saeta Platense, fue una atleta velocista argentina que en 1939 estableció el récord femenino sudamericano de los 100 metros llanos con una marca de 12 segundos 1/10, que solo sería superada luego de seis años a nivel sudamericano y recién sería igualada por otra argentina en 1955. Competía para el Club de Gimnasia y Esgrima La Plata.